# A Disappearing Number
A Disappearing Number és una obra de teatre de l'any 2007 co-escrita i ideada per the Complicite company i concebuda i dirigida pel dramaturg anglès Simon McBurney. L'obra està inspirada per la col·laboració que va tenir lloc durant la dècada del 1910 entre dos dels matemàtics més importants (de matemàtica pura) del segle XX: Srinivasa Ramanujan, un Brahmin pobre del sud d'India, i G.H. Hardy.
Va ser una coproducció entre la companyia Complicite (Companyia de teatre del Regne Unit), Ruhrfestspiele, Wiener Festwochen, Holland Festival i Theatre Royal Plymouth. A Disappearing Number es va estrenar a Plymouth, va estar de gira internacional i es va representar la tardor del 2007 al The Barbican Centre. Va ser dirigida per Simon McBurney amb música de Nitin Sawhney. La producció és de 110 minuts sense fer mitja part.

## Argument
Ramanujan atrau l'atenció de Hardy quan obté una demostració que la suma d'1 + 2 + 3 + ... és igual a menys un dotzè. Hardy s'adona que aquesta confusa presentació era una aplicació de la funció zeta de Riemann amb s = -1.
L'obra de teatre "fa un morfisme seductor a la matemàtica pura", segons el Financial Times, "especialment quan … els ritmes es difuminen en cants de seqüències de nombres que recorden el llibret de Philip Glass's Einstein On The Beach. Es pot escoltar la bellesa de les seqüències sense comprendre les normes que les regeixen.
L'obra té dos vessants de narrativa. L'espectacle tracta de la passió intel·lectual entre Hardy i Ramanujan, molt més intuïtiu, amb la història d'un home contemporani (inicialment interpretat per McBurney) i el seu professor associat de matemàtiques. Ella viatja a l'Índia on Ramanujan va viure i morir. El persegueix per apropar-se al seu fantasma. Mentrestant, 100 anys abans, Ramanujan viatja en direcció oposada, fent el viatge cap a Anglaterra, cosa que el mata. La partició (entesa com a concepte matemàtic) es posa en paral·lel amb la partició de l'Índia i el Pakistan d'una manera molt adequada, i les sèries divergents i convergents en matemàtiques esdevenen una metàfora de la diàspora india.

## Premis i nominacions
- 2007 Critics' Circle Theatre Award for Best New Play
- 2007 Evening Standard Award for Best Play
- 2007 Laurence Olivier Award for Best New Play